# Josep Martinell i Bruguera
Josep Martinell i Bruguera (Palafrugell, 14 d'octubre de 1912 – 12 de març de 2001) fou un planià i pintor autodidacte palafrugellenc.

## Biografia
Josep Martinell i Bruguera nasqué el 12 d'octubre de 1912 al carrer de Girona de Palafrugell en el si d'una família de tapers i terrissers. Casa seva havia estat anteriorment una fàbrica de taps de suro i el seu avi tenia una fàbrica de taps de suro a Brussel·les. Martinell va anar de petit a l'escola Torres Jonama de Palafrugell. De jove va fer el servei militar a Barbastre (Osca) i durant Guerra Civil Espanyola va anar al front i va ser empresonat a Vitòria.
Pintor de parets als seus inicis des dels catorze anys, va continuar l'ofici familiar de pintor decoratiu i és considerat un autodidacte, ja que no va poder rebre classes d'art. Al llarg de la seva trajectòria destaca la decoració pictòrica, el dibuix amb estil propi i peces artístiques amb variada presentació. També va pintar rètols i mobles per a antiquaris. Els hiverns de 1942 i 1943 va treballar de pintor-decorador a un taller artístic de Barcelona i va viatjar durant un temps a París i Brussel·les. El 1946 va col·laborar amb el pintor Guillem Soler en la realització dels morals dels altars i capelles de l'església de Sant Martí de Palafrugell.
A l'acabar la Guerra Civil Espanyola, va escriure per a la publicació gironina El Pirineo (1940 – 1941) i els anys 1972 i 1973 va ser cronista de la revista de publicació setmanal Destino. Entre 1968 i 1995 va col·laborar de la Revista de Palafrugell amb les seves il·lustracions i escrits, sota els epígrafs «Quadern groc» i «La memòria trossejada». També va escriure articles per la Revista de Girona, Fruita del Temps, Clarisme i La Vanguardia. El 1980 va liderar un grup d'intel·lectuals en la creació d'una nova revista local creada, però la iniciativa no va prosperar i Palafrugell es va quedar sense revista durant tot el període de la Transició democràtica espanyola. També es troben obres seves a la publicació suïssa Gazette de Lausanne i en plafons d'entitats tant de Palafrugell com de Madrid o Alexandria (EUA).

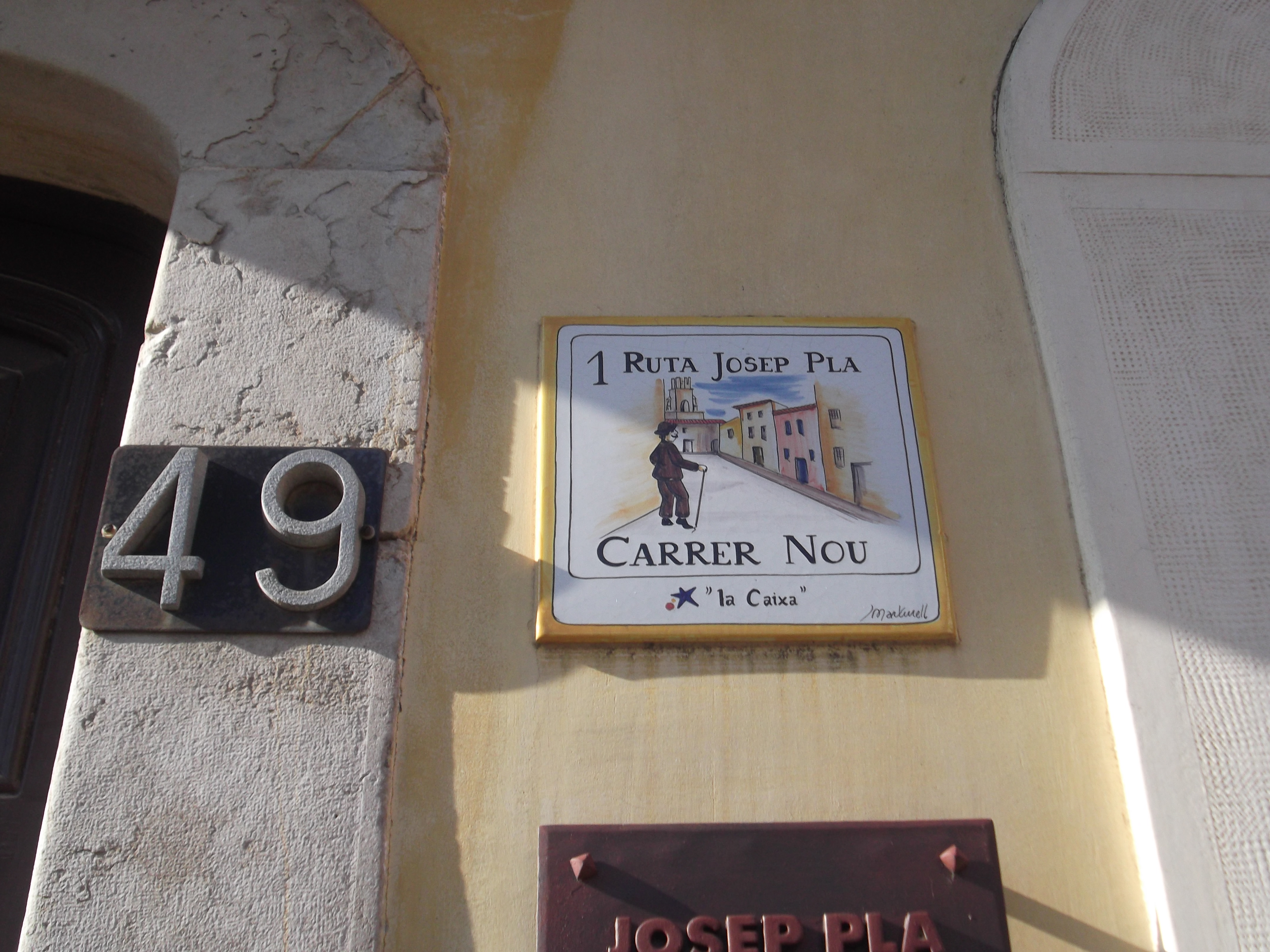
Placa del primer punt de la Ruta Josep Pla a la Fundació Josep Pla amb un dibuix de Josep Martinell

Martinell conegué Josep Pla i Casadevall al restaurant Cal Tinyoi a finals de la dècada del 1940 i iniciaren la seva relació arran la seva participació artística l'edició de bibliòfil Peix fregit (1954), juntament amb Lluís Medir i Jofra. Posteriorment també va il·lustrar llibres com la recopilació musical de Ricard Viladesau Quadern d'havaneres (1985) o l'obra Pascualín y el extraño bosque de hayas (1991) de la pedagoga Teresa Juvé. Progressivament es va anar forjant una estreta amistat amb l'escriptor, fins al punt de ser-ne confident; era una «amistat de poble», segons definí Martinell. A finals del segle xx va deixar constància de la seva amistat i admiració a Josep Pla amb la publicació dels llibres Josep Pla vist de prop (1972), Josep Pla vist per un amic de Palafrugell (1996) i Escrits d'ahir (1999). Va ser nomenat pel mateix Pla patró de la Fundació privada Biblioteca Josep Pla per tal d'assessorar la institució i participar en la posada en marxa de diversos projectes com ara de la Ruta Josep Pla.
No es casà i visqué gran part de la seva vida amb una seva germana. Martinell fou un amant de la cultura francesa; cada dia llegia premsa francòfona, París va ser el seu món de referència i Apollinaire i Prévert van ser un dels literats que més seguí. Morí el 12 de març de 2001 als 88 anys a la seva població natal a causa d'una embòlia. El seu funeral es va celebrar a l'església de Sant Martí de Palafrugell.

## Obra artística

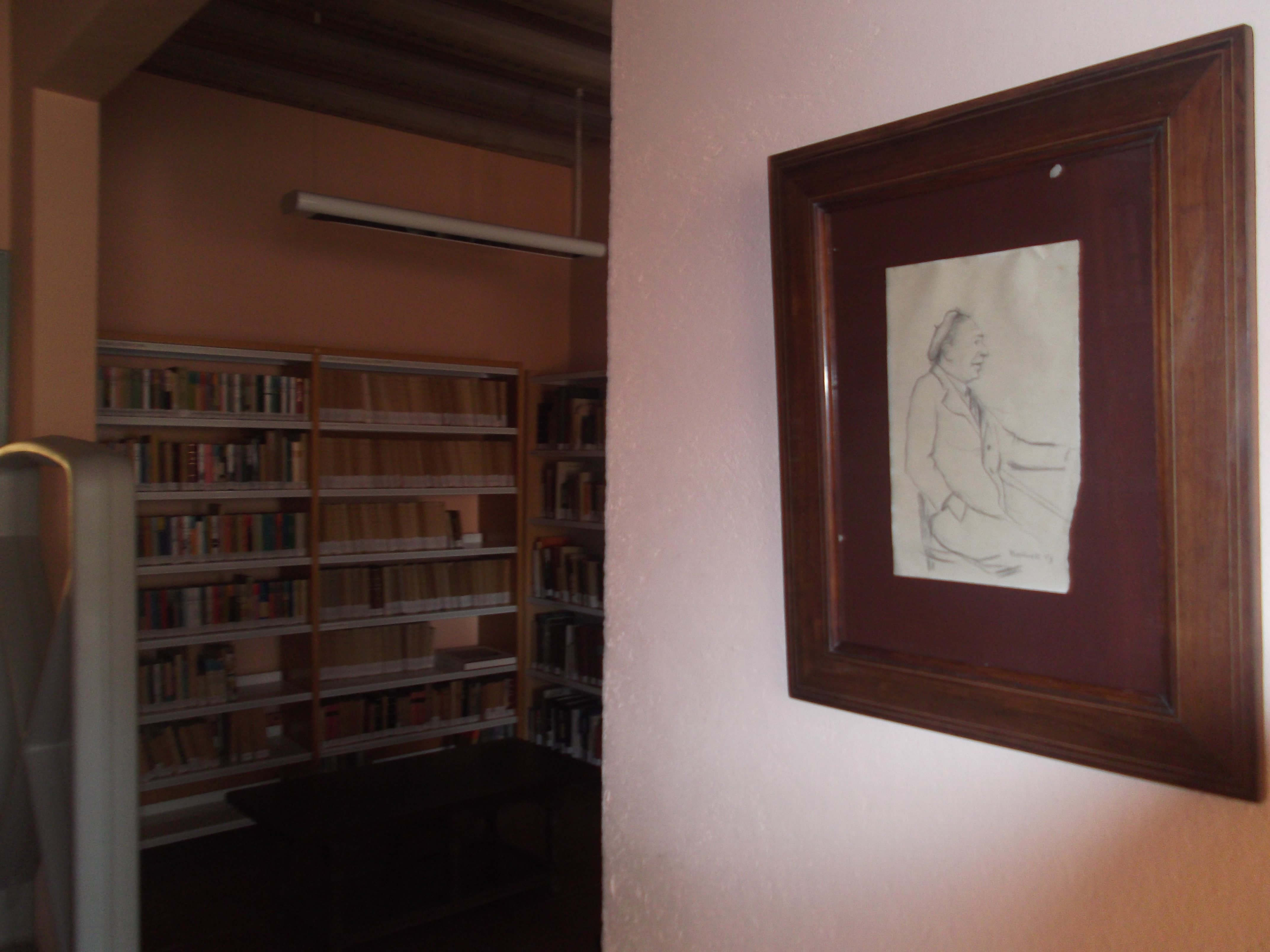
Dibuix de Josep Pla a la biblioteca de la Fundació Josep Pla

Amb una pintura de caràcter realista, Martinell tenia la intenció d'imitar irònicament la concepció naïf. A les seves obres predominen els personatges i temes inspirats en el suro, la pesca i les havaneres. Un dels gèneres pictòrics més conreats per Martinell foren les natures mortes.
Les seves obres van ser exposades en comptades ocasions; la major part de les seves obres es troben en col·leccions particulars. Tot i això, alguns retrats Martinell que va fer a l'autor d'El quadern gris es poden contemplar a la Fundació Josep Pla (Palafrugell) i al Motel Empordà (Figueres), un dels llocs gastronòmics més freqüentats per Josep Pla. Josep Martinell van exposar majoritàriament a Palafrugell i als seus voltants, com a la Mostra Col·lectiva de Pintors i Artistes Palafrugellencs, a l'Hotel Llevant de Llafranc o l'exposició de cloenda de l'Any Pla, «Figures literàries» que va tenir lloc a la Fundació Josep Pla, en la qual va retratar personatges literaris de l'obra de Josep Pla.
També és l'autor de la portada del programa de la Festa Major de Llofriu, celebrada els dies 24 i 25 d'agost de 1985.

## Llibres
- Josep Pla vist de prop (1972). Recopilatori i adaptació dels articles apareguts a la Revista de Palafrugell sobre Josep Pla, prologat per Fermí Vergés.[18][19]
- Josep Pla vist per un amic de Palafrugell (1996). Hi narra les intimitats i vivències de la vida de Josep Pla a Palafrugell, Girona, Barcelona i París.[20][21][22] També analitza la influència de Stendhal, Michel de Montaigne, Giacomo Leopardi i Paul Léautaud en la producció literària de Josep Pla.[23]
- Escrits d'ahir (1999). Edició antològica de seixanta textos de Martinell publicats en diverses publicacions, tant en català com en castellà, dividits per temàtica.[10]

## Premis i reconeixements
El 20 de desembre de 1996 se li va entregar el premi Peix Fregit 1996, atorgat anualment a un personatge destacat de la vida local, arran de la publicació del llibre Josep Pla vist per un amic de Palafrugell. Poc després de la seva mort, el 31 de maig de 2001 l'Ajuntament de Palafrugell va aprovar anomenar un carrer de Llafranc amb el seu nom.

## Opinió sobre Josep Pla
Josep Martinell destacà per sobre de tot el localisme de Josep Pla:
| «                 | Com tothom sap, Pla és un escriptor deliberadament localista. És a través d'aquest localisme que la seva projecció és universal. | » |
| — Josep Martinell | |   |

Parlant de Josep Pla, deia que «Palafrugell era el seu origen, el seu punt de referència», era el lloc, a més, on «hi va trobar una clima
intel·lectual bastant bo, sobretot amb els bohemis del Centre Fraternal, almenys en la seva joventut». Martinell digué que Pla era un home «contradictori, variable, tossut i avar, però extraordinàriament divertit» i considerà que el Josep Pla de finals de la dècada del 1950 i començaments dels anys 1960 és «irrepetible». Sobre les interpretacions que es van fer de Pla va dir:
| «                        | Se l'ha llegit poc o malament, amb massa prejudicis. No se l'ha entès. El fet de passar a escriure en diaris de dreta va ser fatal per a ell, com ho va ser el fet d'anar amb en Franco per salvar la pell. Això ha contribuït al fet que no se l'hagi entès bé. Ell va escriure per a diaris de totes les ideologies i sempre va ser crític. | » |
| — Josep Martinell (1997) | |   |

També sobre el pensament polític de Josep Pla afirmà que era conservador i partidari de la monarquia, «però d'una monarquia seriosa. No com la d'Alfons XIII, que no li agradava gens». També sentencià que Josep Pla era antifranquista i que criticava durament al dictador. Martinell també digué que l'escriptor era un «defensor apassionat» de Catalunya i de la llengua catalana.